# Endotricha
Endotricha es un género de polillas perteneciente a la familia de los pirálidos, descrito por primera vez por Philipp Christoph Zeller habiendo sido descrita en 1847. El género fue erigido para la especie tipo Pyralis flammealis. Es el género con el grupo más numeroso de especies de la tribu Endotrichini. Es el género tipo de la subfamilia Endotrichinae.

## Descripción
Endotricha se caracteriza por la coloración de fondo del ala anterior que generalmente es de color oscuro, el gnathos del macho es plano y en forma de placa, y la bursa del cuerpo de la hembra tiene un signum espinoso.

## Especies
El género comprende más de cien especies en todo el viejo mundo. La mayoría se registran en regiones australianas y orientales, que parecen ser el centro de origen del género.
- Grupo de especies flammealis
  - Endotricha consocia (Butler, 1879)
  - Endotricha flammealis (Denis y Schiffermüller, 1775)
  - Endotricha ragonoti Christoph, 1893
- Grupo de especies theonalis
  - Endotricha decessalis Walker, 1859
  - Endotricha theonalis (Walker, 1859)
- Grupo de especies occidentalis
  - Endotricha occidentalis Hampson, 1916
  - Endotricha hemicausta Turner, 1904
  - Endotricha melanchroa Turner, 1911
- Grupo de especies icelusalis
  - Endotricha kuznetzovi Whalley, 1963
  - Endotricha flavofascialis (Bremer, 1864)
  - Endotricha icelusalis (Walker, 1859)
  - Endotricha trichophoralis Hampson, 1906
- Grupo de especies luteogrisalis
  - Endotricha affinitalis (Hering, 1901)
  - Endotricha consobrinalis Zeller, 1852
  - Endotricha ellisoni Whalley, 1963
  - Endotricha loricata Moore, 1888
  - Endotricha lunulata Wang y Li, 2005
  - Endotricha luteogrisalis Hampson, 1896
  - Endotricha niveifimbrialis Hampson, 1906
  - Endotricha puncticostalis Walker, [1866] 1865
  - Endotricha punicea Whalley, 1963
  - Endotricha purpurata Wang y Li, 2005
  - Endotricha rogenhoferi Rebel, 1892
  - Endotricha rosina Ghesquière, 1942
  - Endotricha ruminalis (Walker, 1859)
  - Endotricha simipunicea Wang y Li, 2005
  - Endotricha vinolentalis Ragonot, 1891
  - Endotricha wilemani West, 1931
- Grupo de especies erythralis
  - Endotricha altitudinalis (Viette, 1957)
  - Endotricha erythralis Mabille, [1900]
  - Endotricha tamsi Whalley, 1963
  - Endotricha thomealis (Viette, 1957)
  - Endotricha viettealis Whalley, 1963
- Grupo de especies murecinalis
  - Endotricha gregalis Pagenstecher, 1900
  - Endotricha ignealis Guenée, 1854
  - Endotricha murecinalis Hampson, 1916
  - Endotricha portialis Walker, 1859
- Grupo de especies mesenterialis
  - Endotricha admirabilis V.A. Kirpichnikova, 2003
  - Endotricha argentata Whalley, 1963
  - Endotricha mesenterialis (Walker, 1859)
  - Endotricha olivacealis (Bremer, 1864)
  - Endotricha plinthopa Meyrick, 1886
  - Endotricha propinqua Whalley, 1963
  - Endotricha sexpunctata Whalley, 1963
  - Endotricha valentis V.A. Kirpichnikova, 2003
- Grupo de especies costaemaculalis
  - Endotricha ardentalis Hampson, 1896
  - Endotricha costaemaculalis Christoph, 1881
  - Endotricha dumalis Wang y Li, 2005
  - Endotricha eximia (Whalley, 1963)
  - Endotricha fuscobasalis Ragonot, 1891
  - Endotricha medogana Wang y Li, 2005
  - Endotricha minutiptera H.H. Li, 2009
  - Endotricha nigra Wang y Li, 2005
  - Endotricha similata (Moore, 1888)
  - Endotricha sondaicalis Snellen, 1880
  - Endotricha suavalis Snellen, 1895
- Grupo de especies nigromaculata
  - Endotricha borneoensis Hampson, 1916
  - Endotricha faceta Whalley, 1963
  - Endotricha fastigia Whalley, 1963
  - Endotricha hoenei Whalley, 1963
  - Endotricha melanobasis Hampson, 1916
  - Endotricha metacuralis Hampson, 1916
  - Endotricha nigromaculata Whalley, 1963
- Grupo de especies rhodomicta
  - Endotricha aureorufa Whalley, 1963
  - Endotricha euphiles Turner, 1932
  - Endotricha munroei Whalley, 1963
  - Endotricha persicopa Meyrick, 1889
  - Endotricha rhodomicta Hampson, 1916
- Grupo de especies flavifusalis
  - Endotricha flavifusalis Warren, 1891
  - Endotricha luteobasalis Caradja, 1935
  - Endotricha rufofimbrialis Warren, 1891
  - Endotricha sandaraca Whalley, 1963
  - Endotricha semirubrica Whalley, 1963
- Grupo de especies denticostalis
  - Endotricha albicilia Hampson, 1891
  - Endotricha capnospila Meyrick, 1932
  - Endotricha chionocosma Turner, 1904
  - Endotricha conchylaria Whalley, 1963
  - Endotricha cruenta Whalley, 1963
  - Endotricha denticostalis Hampson, 1906
  - Endotricha fuliginosa Whalley, 1963
- Grupo de especies simplex
  - Endotricha simplex Janse, 1924
  - Endotricha variabilis Janse, 1924
- Grupo de especies encaustalis
  - Endotricha approximalis Snellen, 1895
  - Endotricha dispergens Lucas, 1891
  - Endotricha encaustalis Hampson, 1916
  - Endotricha pyrosalis Guenée, 1854
- Grupo de especies psammitis
  - Endotricha nicobaralis Hampson, 1906
  - Endotricha psammitis Turner, 1904
- Grupo de especies coreacealis
  - Endotricha coreacealis Pagenstecher, 1884
  - Endotricha chionosema Hampson, 1916
  - Endotricha dyschroa Turner, 1918
  - Endotricha lobibasalis Hampson, 1906
  - Endotricha luteopuncta Whalley, 1963
  - Endotricha peterella Whalley, 1963
  - Endotricha pyrrhaema Hampson, 1916
- Grupo de especies pyrrhocosma
  - Endotricha bradleyi Whalley, 1962
  - Endotricha mariana Whalley, 1963
  - Endotricha pyrrhocosma Turner, 1911
  - Endotricha separata Whalley, 1963
  - Endotricha thermidora Hampson, 1916
- Unknown species group
  - Endotricha convexa Li, 2012
  - Endotricha dentiprocessa Li, 2012
  - Endotricha parki B.W. Lee y Y.S. Bae, 2007
  - Endotricha shafferi Li, 2012
  - Endotricha unicolor Li, 2012
  - Endotricha wammeralis Pagenstecher, 1886
  - Endotricha whalleyi Li, 2012